# Milton Mendes
Milton Mendes (* 25. April 1965 in Içara, Santa Catarina) ist ein brasilianischer Fußballtrainer und ehemaliger -spieler. Er trat als rechter Abwehrspieler an.

## Karriere

### Als Spieler
Mendes erhielt seine fußballerische Ausbildung beim CR Vasco da Gama. Bei dem Klub aus Rio de Janeiro gelang im 1985 der Sprung in den Profikader. Sein Debüt für Vasco gab er am 20. März 1985 im Heimspiel gegen den Coritiba FC. Ohne den gesperrten Edevaldo musste Trainer Edu Coimbra am Vorabend einer weiteren Herausforderung um die brasilianische Meisterschaft 1985 die rechte Seite umbauen. Eine Chance für Mendes, im Alter von 20 Jahren und kürzlich aus der Jugend aufgestiegen. Die Partie endete 0:0. 1986 verbrachte Mendes als Leihspieler beim Criciúma EC. Im Folgejahr kehrte er zunächst zu Vasco zurück, wagte aber noch im selben Jahr den Sprung nach Portugal. In seiner Zeit bei Vasco bestritt er wettbewerbsübergreifend 26 Spiele.
In Portugal unterzeichnete er einen Kontrakt beim Louletano DC. Nach Abschluss der Saison 1990/91 verließ Mendes den Klub und ging zum Primeira Liga TeilnehmerSC Beira-Mar. Hier bestritt er nur die Saison 1991/92, um sich Belenenses Lissabon anzuschließen, welcher aus der Segunda Divisão de Honra 1991/92 aufgestiegen war. Belenenses verließ nach Beendigung der Saison 1992/93 bereits wieder. Mendes ging zu União Madeira. Dem Klub blieb er auch nach deren Abstieg aus der Primeira Divisão 1994/95 treu. Durch seinen Wechsel zur Saison 1996/97 zum SC Espinho konnte er wieder in der obersten Liga spielen. Allerdings belegte der Klub in der Primeira Divisão 1996/97 einen Abstiegsplatz und Mendes ging wieder. In den Folgejahren trat er immer nur für ein Jahr bei verschiedenen Klubs an. Seine letzte Profistadion wurde 2002 der AD Machico.

### Als Trainer
Bei seinem letzten Profiklub, dem AD Machico wurde er 2002 Trainer. Hier war er aktiv bis 2005. Nach einer Zwischenstation beim FC Bom Sucesso 2006, nahm ihn 2007 Marítimo Funchal als Assistenztrainer unter Vertrag. Selbes Position hatte Mendes von 2008 bis 2012 in Katar beim Qatar SC inne. 2013 agierte er in dem Land beim Al-Shahania SC als Chefcoach.
Zur Saison 2014 kehrte Mendes dann in seine Heimat zurück. Er erhielt beim Paraná Clube einen Kontrakt. In der Vorrunde der Staatsmeisterschaft von Paraná 2014 wurde der Klub noch erster, musste sich aber im anschließenden Viertelfinale Athlético Paranaense mit 2:1 und 0:2 geschlagen geben. Nach dieser Niederlage trat er von seinem Amt zurück. Im Oktober des Jahres unterzeichnete Mendes bei Ferroviária. Er führte die Mannschaft noch in drei Spielen im Staatspokal von São Paulo. In der Série A2 der Staatsmeisterschaft von São Paulo erreichte er mit dem Klub die Meisterschaft.
Im April 2015 machte Athlético Paranaense die Verpflichtung von Mendes öffentlich. Mit Athlético trat er erstmals als Trainer in der obersten Spielklasse an. In der Série A 2015 wurde er im September nach dem 28. Spieltag nach vier Niederlagen in Folge entlassen. Zu dem Zeitpunkt lag der Klub auf dem elften Tabellenplatz. Insgesamt hatte er die Mannschaft zu 16 Siegen, fünf Unentschieden und 13 Niederlagen geführt, was einer Erfolgsquote von 51,9 % in 34 Spielen entspricht.
Im Oktober 2015 unterzeichnete Mendes beim japanischen Klub Kashiwa Reysol, um diesen ab Februar 2016 in der J1 League 2016 zu führen. Nach drei Spielen trat er im März aus persönlichen Gründen zurück. Noch im selben Monat wurde er Trainer beim Santa Cruz FC. In den Finalspielen der Copa do Nordeste 2016 konnte Mendes zum Erfolg über den Campinense Clube führen. Eine Woche später, am 8. Mai, kam der Titel in der Staatsmeisterschaft von Pernambuco hinzu. In der Série A 2016 lag der Klub am 9. August nach dem 19. Spieltag auf dem vorletzten Tabellenplatz. Mendes trat aus eigenem Antrieb zurück. Hintergrund waren Streitigkeiten mit dem Vorstand sowie verschiedenen Spielern.
Im März 2017 folgte ein neues Engagement für Mendes bei seinem ersten Profiklub CR Vasco da Gama. In der Trostrunde der Staatsmeisterschaft von Rio de Janeiro konnte die Taça Rio gewonnen werden. In der Série A 2017 hielt sich Mendes bis zum 21. Spieltag. Danach wurde er am 21. August entlassen. Zu dem Zeitpunkt lag Vasco auf dem 16. Platz einen Rang vor einem Abstiegsplatz.
Erst ein Jahr später erhielt Mendes einen neuen Kontrakt. Im September 2018 gab ihn Sport Recife bekannt. Der Klub hatte am 24. September Eduardo Baptista nach 26. Spieltag auf dem 19. Platz liegend gekündigt. Am Ende der Série A 2018 hatte er Sport nur auf den 17. Platz führen können und der Klub musste in die Série B 2019 absteigen. Mendes erhielt daraufhin keine Vertragsverlängerung.
Im Mai 2019 wurde Mendes zum zweiten Mal vom Santa Cruz FC verpflichtet. Hier sollte er den Klub in der Série C ab dem fünften Spieltag übernehmen. Im August verlor er seinen Job wieder und wurde im September vom EC São Bento als Trainer in der Série B 2019 eingestellt. Kurz vor Beendigung der Meisterschaft trat er Anfang November zurück. Er gab familiäre Probleme an, es wurden dann aber Vorwürfe einer Vergewaltigung bekannt. Ein Verfahren gegen ihn wurde im Februar 2020 eingestellt.
Im August 2020 kehrte Mendes nach Portugal zurück um die U23 von Marítimo Funchal zu trainieren. Im Dezember des Jahres übernahm er die Profimannschaft in der Primeira Liga 2020/21. Zuvor war Lito Vidigal entlassen worden. Im März 2021 trat er wieder zurück.
Im September 2021 wurde der Retrô FC Brasil die nächste Station von Mendes. Geplant war die Führung der Mannschaft in der Série D. Zuvor hatte noch die Freigabe eines iranischen Klubs erfolgen müssen, mit welchem er einen Vorvertrag unterzeichnet hatte. Sein Kontrakt mit Retrô sah eine Laufzeit bis Jahresende vor.
Im April 2024 gab Carlos A. Mannucci aus Peru bekannt, Mendes als Trainer geholt zu haben. Mit dem Klub trat er in der Primera División an. Er betreute die Mannschaft bis zu seiner Entlassung Ende Juli acht Mal.

## Erfolge

### Als Spieler
Vasco da Gama
- Taça Guanabara: 1987
- Staatsmeisterschaft von Rio de Janeiro: 1987
- Troféu Ramón de Carranza: 1987

Staatsauswahl Rio de Janeiro
- Campeonato Brasileiro de Seleções Estaduais: 1987

Louletano
- Taça do Algarve: 1989/90

União da Madeira
- Taça da Madeira: 1992/93, 1994/95

### Als Trainer
Ferroviária
- Staatsmeisterschaft von São Paulo Série A2: 2015

Santa Cruz
- Copa do Nordeste: 2016
- Staatsmeisterschaft von Pernambuco: 2016

Vasco da Gama
- Taça Rio: 2017